# Fitton End
Fitton End är en by i Newton-in-the-Isle, Fenland, Cambridgeshire, England. Byn är belägen 5 km från Wisbech. Orten har 70 invånare.